# 26699 Masoncole
26699 Masoncole este un asteroid din centura principală de asteroizi.

## Descriere
26699 Masoncole este un asteroid din centura principală de asteroizi. A fost descoperit pe 30 martie 2001 la Socorro, New Mexico, în cadrul proiectului LINEAR. Asteroidul prezintă o orbită caracterizată de o semiaxă mare de 2,35 ua, o excentricitate de 0,18 și o înclinație de 5,3° în raport cu ecliptica.